# Bergheim (Mödingen)
Bergheim ist ein Pfarrdorf und ein Gemeindeteil der Gemeinde Mödingen im schwäbischen Landkreis Dillingen an der Donau.

## Geschichte
Bergheim war eine fränkische Gründung und Mittelpunkt eines ziemlich geschlossenen Reichslehens, das zuletzt die Hohenzollern und die Marschälle von Biberbach innehatten. Am 17. August 1280 übergab König Rudolf von Habsburg das Dorf Bergheim dem Kloster Maria Medingen. Die katholische Pfarrkirche St. Michael wurde 1731–37 auf Resten des Vorgängerbaus aus dem 13. bis 14. Jahrhundert erbaut. Das Kloster und damit auch die Hofmark des Klosters wurden im Jahr 1803 aufgehoben. Mit dem bayerischen Gemeindeedikt von 1818 entstanden die unabhängigen Gemeinden Bergheim und Mödingen. 1843 wurde das verlassene Kloster von Dillinger Franziskanerinnen neu besiedelt.
Im Zuge der bayerischen Gemeindegebietsreform schlossen sich am 1. Mai 1978 die Gemeinden Bergheim und Mödingen mit dem Kloster Maria Medingen zu einer Gemeinde innerhalb der Verwaltungsgemeinschaft Wittislingen zusammen. In einer Abstimmung aller Wahlberechtigten wurde mit knapper Mehrheit als Name der neuen Gemeinde der Name „Mödingen“ festgelegt.